# 秩父御嶽神社
秩父御嶽神社（ちちぶおんたけじんじゃ）は、埼玉県飯能市坂石にある神社。神職が常駐する神社である。

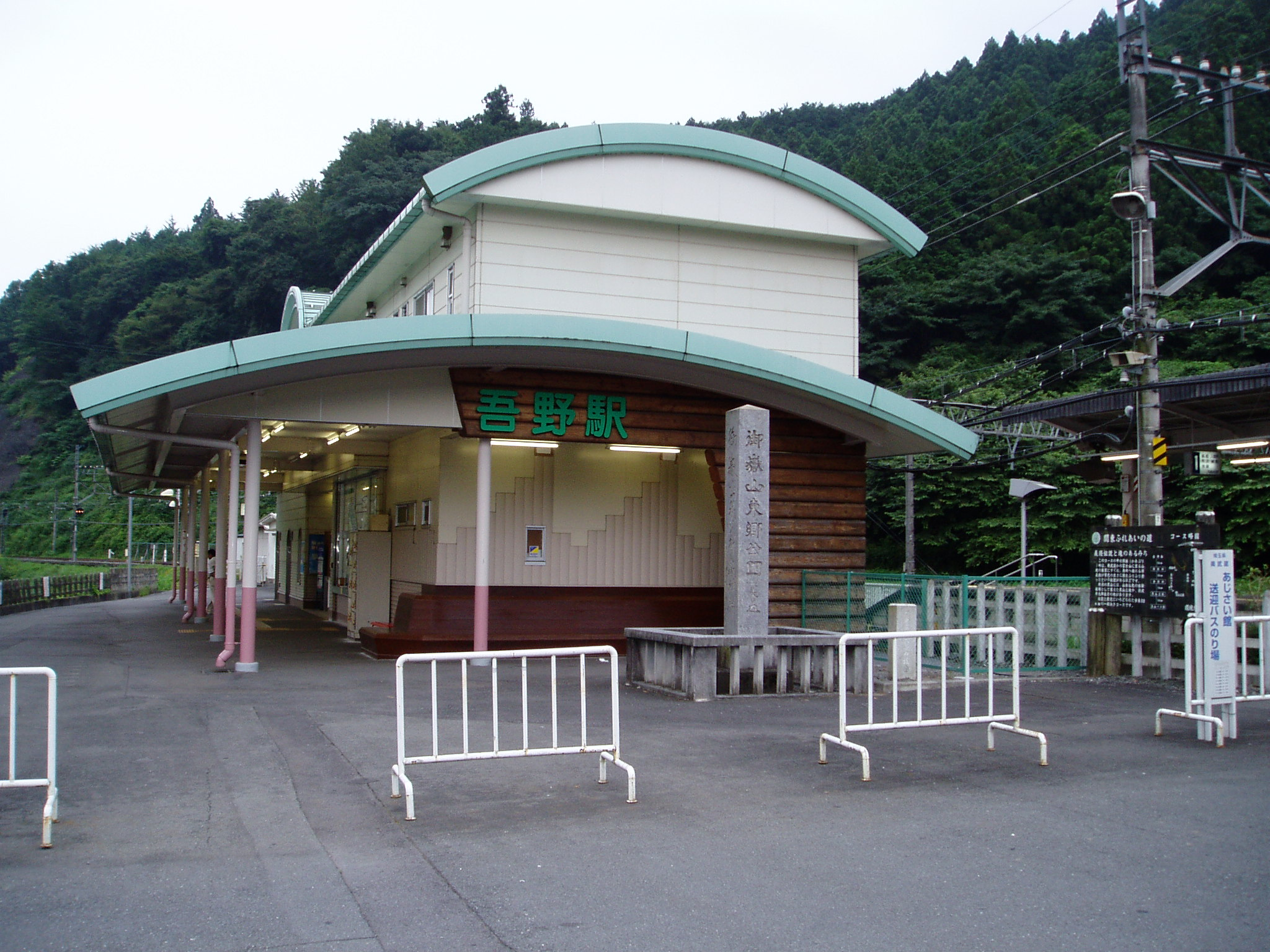
吾野駅には秩父御嶽神社の最寄駅であることを示す石柱が建っている。

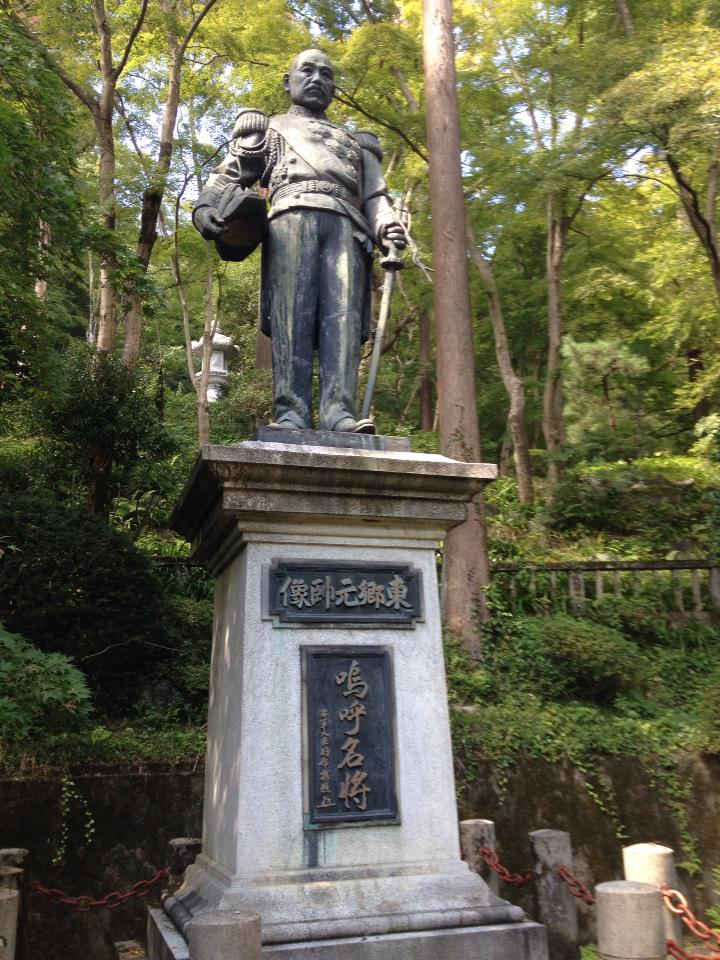
東郷公園の東郷平八郎像

## 概要
1894年（明治27年）、秩父郡坂石村芳延（現：飯能市坂石）の百姓庄吉の長男であった鴨下清八（かもした せいはち、文久元年6月5日（1861年7月12日） - 昭和30年（1955年）12月8日）が創建した。清八は久保新衛門、井上頼圀に師事し、国学を修めた。17歳のとき、母が危篤となり、薬、医術も効かず神を頼り御嶽教信徒となって修行、そして母の平癒を見た。清八は神徳を深く信じ、福寿山を開き秩父御嶽神社を祭祀した。
また清八は、日露戦争後の1925年（大正14年）、東郷平八郎元帥の精神を普及させようと銅像の建立を発案し募金を行った。また何度も東郷元帥の自宅を訪れ銅像建立の許可を求めたが、東郷元帥は未だかつてどこにも自身の銅像の建立を許しておらず、この嘆願に取り合おうとしなかった。そこで清八は、東郷元帥と親交のある陸軍予備役中将堀内文次郎を通して東郷元帥を説得。こうしてついに東郷平八郎元帥の銅像が完成、1927年（大正14年）4月17日除幕式には、東郷元帥をはじめ、堀内中将、粕谷義三衆議院議長、海軍大臣代理、小笠原長生海軍中将が参列した。
日中戦争が始まると戦勝を祈願したが、1945年（昭和20年）7月神託により、時の内閣総理大臣鈴木貫太郎に建白書を呈し、無条件降伏を勧告した。1955年（昭和30年）没。94歳の天寿は当時飯能市の中では最高年長者の一二を争う歳だった。没後は清貫一誠霊神として祀られる。

## 東郷公園
東郷平八郎元帥の銅像が建ってからは秩父御嶽神社の境内は「東郷公園」と呼ばれている。公園内には東郷元帥像のほかに乃木希典陸軍大将銅像、日露戦争の遺物（ロシア製大砲、戦艦三笠被弾甲板）、海軍省からの記念品が点在されている。境内のモミジの紅葉も有名。

## 祭神
- 国常立命、大巳貴命、少彦名命、清貫一誠霊神（鴨下清八）、東郷平八郎、乃木希典、他

## 年中行事
- 1月1日　元旦祭
- 1月2日 - 1月3日　新年祈願祭
- 1月9日　初縁日
- 1月20日頃　木曽御嶽山 寒山登拝
- 2月節分　節分祭
- 4月10日　本庄普寛霊場 春季大祭参拝
- 5月27日　東郷神社 平和祈願祭
- 6月27日　大祓 焼納祭
- 7月9日　講中安全登山日待祭
- 7月20日頃　越後八海山登拝
- 8月下旬 - 9月上旬　木曽御嶽山 夏山登拝
- 10月10日　本庄普寛霊場 秋季大祭参拝
- 11月20日頃　もみじまつり
- 12月27日　大祓 焼納祭

## 交通
- 首都圏中央連絡自動車道、狭山日高インターチェンジより国道299号を秩父方面へ35分
- 西武池袋線・西武秩父線、吾野駅から徒歩25分
- 西武池袋線、飯能駅からタクシーで25分
- JR八高線・川越線、高麗川駅からタクシーで25分